# Чжан Байси
Чжан Байси́ (кит. трад. 張百熙, упр. 张百熙, пиньинь Zhāng Bǎixī, 1848—1907) — чиновник империи Цин, академик Ханьлинь. Известен как автор первой образовательной системы нового образца, которая пришла на смену 1300-летней государственной традиции имперских экзаменов.
Чжан Байси принимал участие в китайско-японской войне 1894-95 годов, придерживался реформистских взглядов. Рекомендовал ко двору Кан Ювэя (1858—1927), но существенно не пострадал после провала «Ста дней реформ» 1898 года. После Боксёрского восстания (1898—1901) стал доверенным вдовствующей императрицы Цы Си. Считается отцом первых китайских Вузов.
Программа новой образовательной системы была построена по японскому образцу, с помощью У Жулуня (吴汝纶), Шэня Чжаочжи (沈兆祉) и других. Утверждена в 1902 году, но не была имплементирована вполне. Согласно традиционному календарю эта разработка получила название Жэньинь 壬寅.
Следующий этап состоялся в следующем году, с участием Чжан Чжидуна и Жун Цина (荣庆) (1859—1917). Программа получила название Гуймао (癸卯) и была воплощена. Как следствие, Чжан Байси получил должность ректора первого имперского педагогического института нового образца, который на данный момент является Пекинским педагогическим институтом (первоначальное название 北京师大学堂).